# 2004–2005-ös magyar női röplabdabajnokság
A 2004–2005-ös magyar női röplabdabajnokság a hatvanadik magyar női röplabdabajnokság volt. A bajnokságban nyolc csapat indult el, a csapatok három kört játszottak, majd az alapszakasz után play-off rendszerben játszottak a végső helyezésekért. Ebben az évben a 3:0-s és a 3:1-es győzelem 3, a 3:2-es siker 2, a 3:2-es vereség 1, a 3:1-es és a 3:0-s kudarc 0 pontot ért.

## Alapszakasz
| #  | Csapat                             | M  | Gy | GyD | VD | V  | Sz+ | Sz- | P  |
| -- | ---------------------------------- | -- | -- | --- | -- | -- | --- | --- | -- |
| 1. | BSE-FCSM                           | 21 | 15 | 2   | 2  | 2  | 57  | 22  | 51 |
| 2. | Minor-Phoenix-Mecano-Kecskeméti RC | 21 | 15 | 1   | 2  | 3  | 52  | 25  | 49 |
| 3. | Vasas SC-Opus Via-Óbuda            | 21 | 13 | 3   | 1  | 4  | 54  | 26  | 46 |
| 4. | NRK Nyíregyháza                    | 21 | 12 | 1   | 3  | 5  | 48  | 32  | 41 |
| 5. | Jászberényi RK                     | 21 | 8  | 1   | 1  | 11 | 34  | 40  | 27 |
| 6. | Albrecht-Miskolci VSC-MISI         | 21 | 4  | 3   | 1  | 13 | 27  | 49  | 19 |
| 7. | Architekton-Gödöllői RC            | 21 | 2  | 4   | 2  | 13 | 27  | 53  | 16 |
| 8. | Angyalföldi DRC                    | 21 | 0  | 0   | 3  | 18 | 11  | 63  | 3  |

* M: Mérkőzés Gy: Győzelem GyD: Győzelem döntő szettben VD: Vereség döntő szettben V: Vereség Sz+: Nyert szett Sz-: Vesztett szett P: Pont

## Rájátszás
Negyeddöntő: BSE-FCSM–Angyalföldi DRC 3:0, 3:0 és Minor-Phoenix-Mecano-Kecskeméti RC–Architekton-Gödöllői RC 3:1, 3:1 és Vasas SC-Opus Via-Óbuda–Albrecht-Miskolci VSC-MISI 3:0, 3:0 és NRK Nyíregyháza–Jászberényi RK 3:1, 3:0
Elődöntő: BSE-FCSM–NRK Nyíregyháza 3:1, 1:3, 2:3, 3:2, 1:3 és Minor-Phoenix-Mecano-Kecskeméti RC–Vasas SC-Opus Via-Óbuda 0:3, 3:2, 0:3, 0:3
Döntő: Vasas SC-Opus Via-Óbuda–NRK Nyíregyháza 2:3, 1:3, 3:1, 3:1, 3:0
3. helyért: BSE-FCSM–Minor-Phoenix-Mecano-Kecskeméti RC 2:3, 3:1, 3:1, 3:2
5–8. helyért: Jászberényi RK–Angyalföldi DRC 3:0, 3:0 és Albrecht-Miskolci VSC-MISI–Architekton-Gödöllői RC 3:0, 1:3, 3:0
5. helyért: Jászberényi RK–Albrecht-Miskolci VSC-MISI 3:1, 0:3, 1:3
7. helyért: Architekton-Gödöllői RC–Angyalföldi DRC 3:1, 3:1